# Bergantim Real
Die Bergantim Real, auch Galeota de Dona Maria I., ist eine 1780 für das portugiesische Königshaus erbaute Prunkbarkasse. Letztmalig wurde sie 1957 genutzt und ist seit 1963 Exponat im Museu da Marinha in Lissabon.

## Geschichte
Der Bau der Prunkbarkasse wurde von Königin Maria I. für die Hochzeit ihres Sohnes, des späteren Königs Johann VI., mit Prinzessin Charlotte Joachime von Spanien erbaut, die 1784 stattfinden sollte. Beauftragt wurde das Arsenal da Marinha in Lissabon, wo der Bau 1780 unter Leitung des Schiffbauers Torcato José Clavina begann. Er entwarf unter anderem auch 1791 das Linienschiff Rainha de Portugal und 1793 die Coração de Jesus.
Torcato José Clavina lieferte eine Barkasse ab, die 29,33 Meter lang und 3,98 Meter breit war. Sie verfügte über 40 Ruder, die von 78 Ruderern bedient wurden – lediglich die Ruder am Bug wurden jeweils von einem einzelnen Ruderer bedient. Die Barkasse war mit einem einzigen Decksaufbau versehen, der luxuriös ausgestattet war, darunter ein Gemälde von Pedro Alexandrino de Carvalho. Große Teile des Rumpfes und insbesondere der Heckspiegel war reich verziert und vergoldet. Als Verzierung befindet sich am Bug ein geflügelter Wappendrache, der sich entlang der Ränder in goldenen Bändern weitergeführt wird und die am Heck zusammenlaufen. Der Heckspiegel stellt auf der Backbordseite Venus auf einer Muschel und auf der Steuerbordseite Neptun dar, der auf einem von zwei Delfinen gezogenen Schiffswagen steht. An den Seiten stützen zwei Karyatiden in Form von Meerjungfrauen Halterungen, aus denen drei Laternen hervorgehen.
Der erste Einsatz der Barkasse erfolgte bei den Hochzeitsfeierlichkeiten von Johann VI., mit Charlotte Joachime von Spanien. Im Jahr 1808 transportierte sie die königliche Familie an Bord des portugiesischen Geschwaders, das sie ins Exil nach Brasilien brachte und anschließend 1821 bei der Rückkehr der Königsfamilie aus Brasilien. Im Laufe der Jahrzehnte diente sie der Beförderung zahlreicher Staatsgäste. An Bord waren unter anderem Alfons XIII. von Spanien, Edward VII. von England, Alexandra von Dänemark, Kaiser Wilhelm II. und der Präsident Frankreichs, Émile Loubet.
Letztmalig kam die Barkasse beim Staatsbesuch der britischen Königin Elisabeth II. im Jahr 1957 zum Einsatz. Die davor zuletzt 1934 bei einer Prozession genutzte Barkasse wurde zunächst auf der Werft H. Parry & Son überholt und anschließend mit Besatzungsmitgliedern des Segelschulschiffes Sagres besetzt, die erst einmal die Bedienung der Barkasse trainieren mussten. Die Bergantim Real brachte die Königin am 18. Februar 1957 von der Staatsyacht Britannia zum Anleger Cais das Colunas. Nach dem Besuch wurde die Barkasse aufgelegt und 1963 endgültig ins Museu da Marinha verbracht.